# Lara Malsiner
Lara Malsiner (Vipiteno, 14 aprile 2000) è una saltatrice con gli sci italiana.

## Biografia
Originaria di Ortisei, è sorella di Manuela e Jessica, a loro volta saltatrici con gli sci di livello internazionale.
Formatasi agonisticamente nelle file dello Sci Club Gardena, ha iniziato a competere nel salto con gli sci a partire dalla stagione 2009-2010, sotto la guida dei tecnici Romed Moroder e Fabian Ebenhoch.
Nella stagione 2011-2012 entra a far parte della squadra del comitato FISI altoatesino e il 25 febbraio 2012 esordisce nei circuiti di gara FIS, piazzandosi 15^ in una gara junior tenutasi sul trampolino HS66 di Kranj. Cinque giorni prima aveva inoltre vinto il titolo italiano per la categoria ragazzi
Il 27 ottobre 2013 debutta ai campionati italiani assoluti di Predazzo, piazzandosi quinta. Un anno dopo migliora tale risultato, chiudendo al quarto posto.
Tra il 2013 e il 2015 compete perlopiù in Alpen Cup e in gare giovanili, migliorando progressivamente il proprio rendimento: nella stagione 2014-2015 coglie i suoi migliori risultati in tali categorie, vincendo la gara OPA (Organisation der Alpenländer-Skiverbände) disputata il 21 febbraio 2015 a Seefeld e piazzandosi regolarmente tra le prime dieci nelle tappe di coppa (conquistando inoltre due terzi posti a Chaux-Neuve e Tschagguns e un secondo posto a Seefeld).
Tali risultati le valgono la convocazione in nazionale maggiore per la stagione 2015-2016: nel periodo estivo continua a competere in Alpen Cup, chiudendo sempre tra le prime dieci; al contempo debutta in FIS Cup e in Coppa Continentale, andando subito a punti. Il 26 ottobre 2015 conquista la medaglia di bronzo ai campionati italiani di Predazzo e il 4 dicembre successivo debutta in Coppa del Mondo, concludendo al 30º posto la tappa di Lillehammer e raccogliendo così il suo primo punto ai fini della classifica del massimo circuito.
Il 9 gennaio 2016 a Žiri conquista la prima vittoria in Alpen Cup; poco più di un mese dopo, il 16 febbraio 2016, è medaglia di bronzo nella gara individuale delle Olimpiadi giovanili invernali di Lillehammer. Ai mondiali di Lahti 2017, suo esordio iridato, si è classificata 37ª nel trampolino normale.
Ai XXIII Giochi olimpici invernali di Pyeongchang 2018, suo esordio olimpico, si è classificata 15ª nel trampolino normale.
Nel dicembre 2018 entra a far parte del Gruppi Sportivi Fiamme Gialle. L'anno successivo ai Mondiali di Seefeld in Tirol 2019 è stata 14ª nel trampolino normale, 8ª nella gara a squadre e 8ª nella gara a squadre mista; il 9 febbraio 2020 ha colto a Hinzenbach il primo podio in Coppa del Mondo (3ª). Ai Mondiali di Oberstdorf 2021 si è classificata 18ª nel trampolino normale, a quelli di Planica 2023 si è piazzata 18ª nel trampolino normale, 22ª nel trampolino lungo e 9ª nella gara a squadre mista e a quelli di Trondheim 2025 è stata 15ª nel trampolino normale, 17ª nel trampolino lungo, 6ª nella gara a squadre e 9ª nella gara a squadre mista.

## Palmarès

### Olimpiadi giovanili
- 1 medaglia:
  - 1 bronzo (trampolino normale a Lillehammer 2016)

### Mondiali juniores
- 2 medaglie:
  - 2 bronzi (trampolino normale a Lahti 2019; trampolino normale a Oberwiesenthal 2020)

### Coppa del Mondo
- Miglior piazzamento in classifica generale: 15ª nel 2020
- 1 podio:
  - 1 terzo posto

#### Summer Grand Prix
- Vincitrice della classifica generale nel 2024

### Campionati italiani
- 1 medaglia:
  - 1 bronzo (trampolino normale nel 2015)

### Campionati italiani ragazzi
- 1 medaglia:
  - 1 oro (trampolino normale nel 2012)